# Выпрово
Выпрово, Выпрова (рум. Vîprova) — село в Оргеевском районе Молдавии. Наряду с сёлами Пуцинтей и Дышково входит в состав коммуны Пуцинтей.

## История
Село известно с XV в. когда согласно грамоте молдавских господарей Ильи I и Штефана II от 17 июля 1436 г. боярину Ходко «за службу верой и правдой» жалуются два пустующих места на берегу реки Кула между современными селами Гетлово и Морозень. На этих "пустующих" местах были образованы села Вепрова (совр. Выпрово) и Глубокое (совр. Гульбоака). В начале XVII-го века село Вепрово меняет своё название на Пуцинтей. Под этим названием оно просуществовало до ХIХ-го века, а затем, вследствие царской административной реформы в Бессарабии, было разделено на два села: Пуцинтей и Выпрово.

## География
Село расположено на высоте 80 метров над уровнем моря.

## Население
По данным переписи населения 2004 года, в селе Выпрова проживает 745 человек (384 мужчины, 361 женщина).
Этнический состав села:
| Национальность | Число жителей | Процентный состав |
| -------------- | ------------- | ----------------- |
| молдаване      | 738           | 99.06             |
| румыны         | 3             | 0.4               |
| украинцы       | 2             | 0.27              |
| русские        | 2             | 0.27              |
| Всего          | 745           | 100 %             |

## Известные уроженцы
- Валериан Кристя (род. 1950) — молдавский политик, дважды вицепремьер-министр Молдавии.